# محمود سعد (مغني)
محمود سعد (1953 - 13 يناير 2025)، مُغني شعبي مصري، ملقب بـ"لورد الأغنية الشعبية"، أحد أبرز أصوات الاغنية الشعبية ترك إرثا غنيا سيظل محفورا في وجدان عشاق الفن الشعبي. أطلق أول ألبوم بعنوان «الدنيا بخير» عام 1986. ومن أبرز أعماله، موال «يا عم يا جمال».

## حياته
بدأ محمود سعد مسيرته في قراءة القرآن والإنشاد الديني قبل أن يكتشفه عازف العود حامد أبو ركوة، حيث استمع إليه في أثناء الإنشاد، وشجعه على الغناء. كانت أولى أغانيه أغنية «في الليل لما خلي» لمحمد عبد الوهاب، ومن هنا تعلق بفن المواويل من خلال المطرب عبده الإسكندراني. وتلقى دروسا في المقامات الموسيقية على يد عازف الأكورديون محمود حنفي، نجل المطرب الشعبي الشهير الريس حنفي البنجاوي. وكان يعمل مع فرقة حسن ساكس، حين لفت أنظار المنتج بلبل أبو حسام، الذي أطلق له أول ألبوم بعنوان "الدنيا بخير" عام 1986.

## وفاته
توفي في ساعة متأخرة من مساء الاثنين 13 يناير 2025، عن عمر ناهز 72 عاما، بعد صراع طويل مع المرض